# 23944 Dusser
23944 Dusser (1998 UR3) là một tiểu hành tinh vành đai chính được phát hiện ngày 20 tháng 10 năm 1998 bởi OCA-DLR ở Caussols. Nó đặt theo tên nhà vũ trụ nghiệp dư Pháp Raymond Dusser.